# Nicolas-François Jacquemart
Pour les articles homonymes, voir Jacquemart (homonymie).
Nicolas-François Jacquemart, né à Sedan le 2 octobre 1735 et mort à Paris le 2 avril 1799, est un libraire et écrivain français.

## Biographie
Il exerça à Sedan le métier de libraire ; il y tint un cabinet littéraire durant quatorze ans.
En 1771, il tenta d'aller faire fortune à Paris, dans son métier ; en vain semble-t-il.
Il rédigea et publia quelques ouvrages sous le couvert de l'anonymat.
Il connut la misère et mourut à l'hospice de la Charité.

### Parenté
Il est le frère de Nicolas-Thierry Jacquemart (vers 1730-1803), prêtre et chansonnier.

## Ses œuvre
- Réflexions d'un cultivateur américain, sur le projet d'abolir l'esclavage et la traite des Nègres, ouvrage traduit de l'Anglois, Londres & Paris : Lagrange, 1788
- Remarques historiques et critiques sur les trente-trois paroisses de Paris, d'après la nouvelle Circonscription décrétée par l'Assemblée Nationale, le 4 février 1791. Par un Citoyen de la Section des Lombards, Paris : Blanchon, Gastelier et Masson, 1791
- Remarques historiques et critiques sur les abbayes, collégiales, paroisses et chapelles supprimées dans la ville et faubourgs de Paris d'après le décret de l'Assemblée nationale du 2 février 1791, Paris : Blanchon, Lesclapart et Desenne, 1791 
— Cet ouvrage fut réimprimé sous le titre de Les Ruines parisiennes depuis la révolution de 1789 et années suivantes, avec des remarques historiques sur chacun des établissemens qui ne subsistent plus, & quelques observations sur les monumens anciens qui y avoient rapport, Paris : imprimerie de Desveux, 1792.
- Contes et Poésies du C. Collier, Commandant-Général des Croisades du Bas-Rhin, Saverne, 1792 — vol.1 / & vol.2
- Étrennes aux émigrés, ou les émigrants en route, dialogue, contes et poésies,  Paris : imprimerie bibliographique de la rue des Ménestriers, 1793.
— Il existe un ouvrage : Contes à rire d'un nouveau genre et des plus amusans, chez tous les libraires, 1777, et qui semble une première ébauche de Étrennes aux émigrés[1]. L'ouvrage fut réédité sous son titre : Contes à rire d'un nouveau genre et des plus amusants, Paris : Gay & Doucé, 1881, 214 p.
- Le théophilantrope dévoilé, Paris, 1796
- Il a édité : Le Nouveau Mississipi, ou les Dangers d'habiter les bords du Scioto, par un patriote voyageur, impr. de Jacob-Sion, 1790, 44 p., qui, jadis, lui fut attribué. Cet ouvrage est l’œuvre d'un certain Roux, sergent-major du district des Prémontrés.